# پل توماس (بازیگر پورنوگرافی)
پل توماس (انگلیسی: Paul Thomas؛ زاده ۱۹۴۷) یک بازیگر پورنوگرافی اهل آمریکا است.